# Naselje Zrinski-Frankopan
Naselje Zrinski-Frankopan jedno je od relativno mlađih stambenih naselja u Slavonskom Brodu. Smješteno je na sjeveroistočnom dijelu grada gdje graniči s Podvinjem na sjeveru, s Malim Parizom na jugu, Kolonijom na zapadu te Livadom na istoku. Naselje pripada MO Zrinski Frankopan. Inače, ono što je karakteristično za ovo brodsko naselje jesu brojne zelene površine i koridori pogodni za rekreaciju i život. Naselje je prometno odlično povezano s ostatkom grada zbog blizine glavnih prometnica, kao i pješačkih i biciklističkih staza koje omogućuju brz pristup centru grada te drugim važnim punktovima poput škola, vrtića, trgovačkih centara i sl.

## Naziv naselja
Naselje nosi naziv po slavnim hrvatskim plemićkim obiteljima Zrinskim i Frankopanima što simbolički nosi duh domoljublja i domovinske važnosti.